# Bukowsko (gromada)
Bukowsko – dawna gromada, czyli najmniejsza jednostka podziału terytorialnego Polskiej Rzeczypospolitej Ludowej w latach 1954–1972.
Gromady, z gromadzkimi radami narodowymi (GRN) jako organami władzy najniższego stopnia na wsi, funkcjonowały od reformy reorganizującej administrację wiejską przeprowadzonej jesienią 1954 do momentu ich zniesienia z dniem 1 stycznia 1973, tym samym wypierając organizację gminną w latach 1954–1972.
Gromadę Bukowsko z siedzibą GRN w Bukowsku utworzono – jako jedną z 8759 gromad na obszarze Polski – w powiecie sanockim w woj. rzeszowskim na mocy uchwały nr 33/54 WRN w Rzeszowie z dnia 5 października 1954. W skład jednostki weszły obszary dotychczasowych gromad Bukowsko, Wolica, Zboiska, Tokarnia i Wola Piotrowa ze zniesionej gminy Bukowsko w tymże powiecie. Dla gromady ustalono 16 członków gromadzkiej rady narodowej.
1 stycznia 1960 do gromady Bukowsko włączono wieś Kamienne z gromady Szczawne w tymże powiecie.
W 1971 roku gromada Bukowsko liczyła 2302 mieszkańców, zamieszkujących miejscowości: Bukowsko (1489), Kamienne (25), Tokarnia (134), Wola Piotrowa (160), Wolica (293) i Zboiska (201).
1 listopada 1972, w związku ze zniesieniem powiatu sanockiego, gromada weszła w skład nowo utworzonego powiatu bieszczadzkiego w tymże województwie.
Gromada przetrwała do końca 1972 roku, czyli do kolejnej reformy gminnej. 1 stycznia 1973 – tym razem w powiecie bieszczadzkim – reaktywowano gminę Bukowsko (od 1999 gmina Bukowsko znajduje się ponownie w powiecie sanockim).